# Argile (film)
Pour les articles homonymes, voir Argile (homonymie).
Pour plus de détails, voir Fiche technique et Distribution.
Argile (Clay) est un film australien réalisé par Giorgio Mangiamele, sorti en 1965.

## Synopsis
Nick, un meurtrier en cavale, se refugie dans une communauté d'artistes et tombe amoureux d'une sculptrice, Margot.

## Fiche technique
- Titre : Argile
- Titre original : Clay
- Réalisation : Giorgio Mangiamele
- Scénario : Giorgio Mangiamele
- Photographie : Giorgio Mangiamele
- Montage : Giorgio Mangiamele
- Production : Giorgio Mangiamele
- Société de production : Georgio Mangiamele Production
- Pays :  Australie
- Genre : Drame
- Durée : 85 minutes
- Dates de sortie : 
  -  Australie : 25 août 1965

## Distribution
- Jean Lebedew : Margot
- George Dixon : Nick
- Chris Tsalikis : Chris
- Claude Thomas : le père
- Sheila Florance : la sourde-muette
- Lola Russell : Mary
- Cole Turnley : le businessman

## Distinctions
Le film a été présenté en sélection officielle en compétition au Festival de Cannes 1965.